# Green Social Bioethanol
A Green Social Bioethanol é uma empresa brasileira de negócios sociais. Foi fundada para promover ações cujo princípio é a busca de alternativas sustentáveis para geração de energia limpa em comunidades rurais. Utiliza-se de matérias-primas excedentes para produção de Bioetanol e, consequentemente, proporciona autonomia energética para tais sociedades. O objetivo é incluir o pequeno agricultor no mundo dos biocombustíveis.

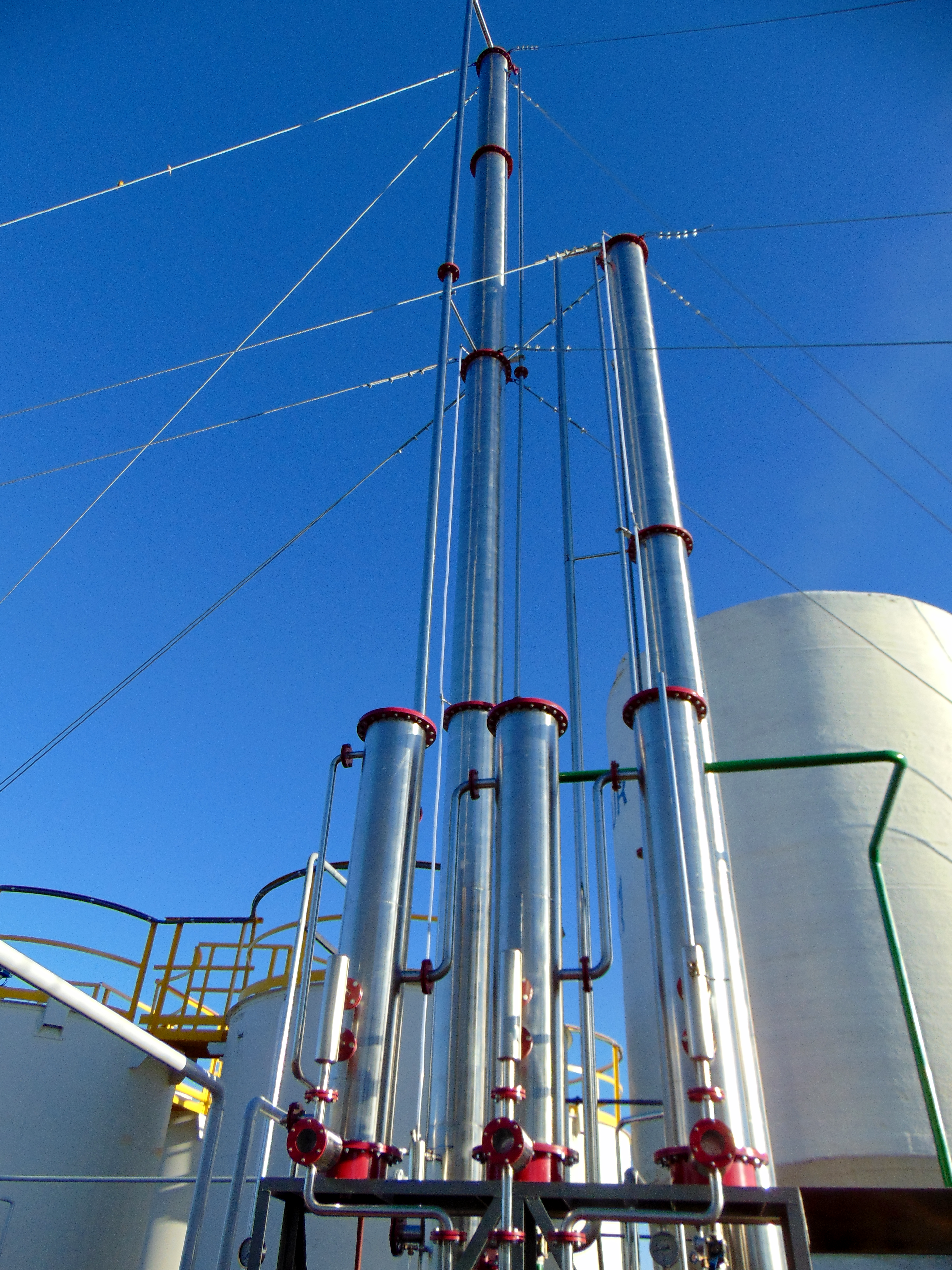
Launching of a EMD in Artigas, 2015

O projeto da Green prevê a conscientização das comunidades que ainda produzem combustíveis que causam poluição domiciliar e acabam por desencadear uma série de efeitos socioeconômicos e ambientais prejudiciais à qualidade de vida. Por intermédio de estratégias projetadas para a produção do Bioetanol Social, que partem do contexto comunitário e avaliam a cadeia produtiva, proporciona-se, além da segurança ambiental, possível crescimento de renda resultante de aumento da produtividade rural  por conta do uso de energia limpa.
O processo visa também segurança alimentar, facilidade ao acesso à educação e inclusão digital para as comunidades beneficiadas. Consequências estas que estão ligadas ao acesso à energia elétrica proporcionada pelos geradores locais abastecidos com Bioetanol.
A atuação da Green Social Bioethanol lhe rendeu o reconhecimento do programa de empreendedores sociais da Ashoka e a participação como semifinalista por dois anos consecutivos no ABC Continuity Forum, em 2013 e 2014.

## Bioetanol Social

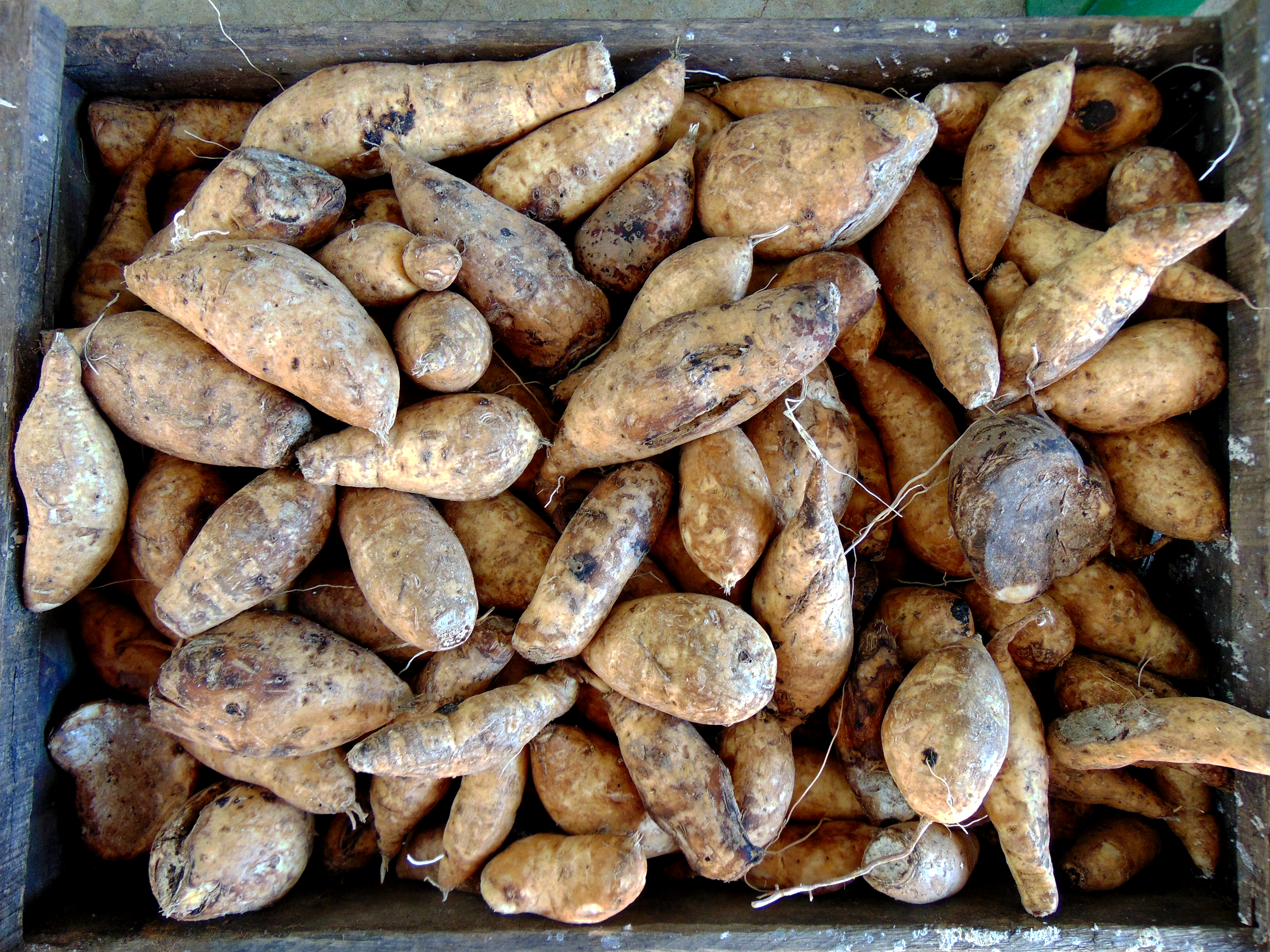
Launching of a EMD in Artigas, 2015

O processo de transformação de matéria-prima em combustível é derivada do acúmulo de excedentes, ou seja, o material orgânico que não se destina para alimentação abastece a Mini Usina, onde é produzido o Bioetanol. Além do combustível, é gerado também a vinhaça e bagaço, que se destinam para biofertilização das terras, para produção de ração animal e abastecimento de caldeiras, proporcionando à comunidade a irrigação elétrica necessária e o abastecimento dos maquinários utilizados no plantio, transformando a relação de cultivo da lavoura numa relação autônoma, no qual toda a energia é produzida na zona rural e utilizada pela própria população de maneira cíclica e sustentável, sem desperdícios e sem geração de resíduos poluentes.

## Eduardo Cauduro Mallmann
Fundador e CEO da Green Social Bioethanol. É empresário atuante nas áreas de produção agrícola e incorporação imobiliária e exerceu atividades consideradas pioneiras e estratégicas na multiplicação de sementes em regiões distintas do Brasil, desenvolvendo tecnologias reconhecidas pela área.